# Вайлер-бай-Бінген
Вайлер-бай-Бінген (нім. Weiler bei Bingen) — громада в Німеччині, розташована в землі Рейнланд-Пфальц. Входить до складу району Майнц-Бінген. Складова частина об'єднання громад Райн-Наге.
Площа — 22,81 км2. Населення становить 2608 ос. (станом на 31 грудня 2020).

## Галерея

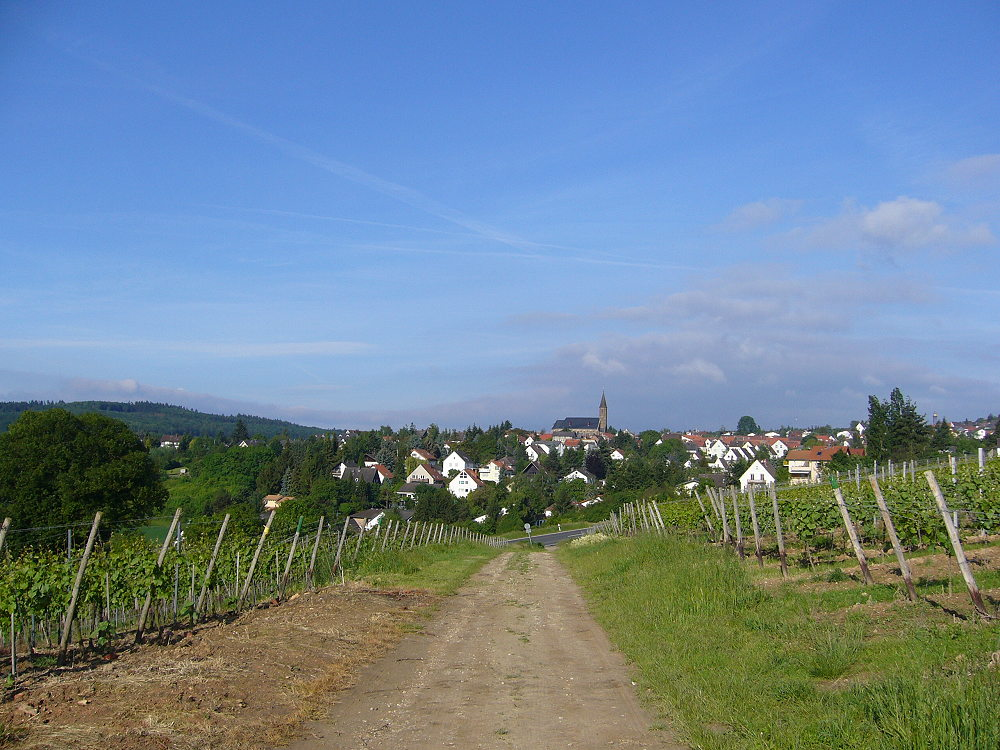